# Doctor of Business Administration
Doctor of Business Administration (DBA, či D.B.A.) je vzdělávací program, který představuje nejvyšší úroveň manažerského vzdělávání a je třetím (nejvyšším) stupněm po BBA (Bachelor of Business Administration) a MBA (Master of Business Administration). Studium DBA je určeno především vrcholovým manažerům na senior pozicích, kteří chtějí získat nejvyšší dosažitelnou úroveň vzdělání v manažerské oblasti a zajímají se i o vědecko-výzkumný aspekt manažerské práce.
Požadavky na přijetí do programu jsou na většině škol v České republice obdobné. Nevyhnutnou podmínkou je dosažené vysokoškolské vzdělání druhého stupně (ukončený magisterský, resp. inženýrský studijní program). Další podmínkou bývá často několikaletá manažerská praxe na vedoucích pozicích a také znalost anglického jazyka, popřípadě i více cizích jazyků.
S ohledem na profil potenciálních studentů mají programy DBA nejčastěji kombinovanou podobu, která účastníkům umožňuje zvyšovat své vzdělání a kvalifikaci bez velkých omezení v profesním nebo osobním životě. Studium DBA je tedy organizováno blended-learning, externí nebo distanční formou.
Stěžejní částí studia je psaní disertační práce pod dohledem odborného školitele. Na rozdíl od programů PhD (Doctor of Philosophy) je však program DBA zaměřen spíše na aplikovaný než na teoretický vědecký výzkum. Základní požadavek na praktičnost manažerského vzdělávání je tudíž obsažen i při studiu DBA. Nedílnou součástí studia je i publikační činnost, která je jednou z podmínek pro úspěšné absolvování programu.
Délka studia se obvykle pohybuje v rozmezí 3 až 5 let.
Výuka probíhá v České republice v českém jazyce, resp. v kombinaci s anglickým jazykem, méně často i výhradně v angličtině.
Je samozřejmé, že studium DBA mohou nabízet pouze ty instituce, jejichž lektorský potenciál se může opřít o vědecké kapacity s vlastní vědeckou činností a publikací vědeckých výsledků. Nejlepší podmínky mají instituce, které jsou personálně úzce propojeny s univerzitami, které mají akreditované studium PhD. Tyto univerzity mohou pak titul DBA garantovat s plnou zodpovědností a znalostí věci.
Na základě zákona o vysokých školách č. 111/1998 Sb. se titul DBA v ČR neřadí mezi tituly akademické ale mezi tituly profesní. Tento titul je celosvětově uznávaný a je možné ho studovat i online.

## Studium DBA
Na území české republiky takové online studium několik škol nabízí. Při výběru školy je třeba být opatrný na vzdělávací program aby svým obsahem byl opravdu na úrovni DBA.
- Vysoká škola ekonomie a managementu
- Cambridge Business School
- Business Institut
- Evropská akademie vzdělávání
- Fakulta veřejnosprávních a ekonomických studií v Uherském Hradišti, Vysoká škola Jagiellońská v Toruni, s.r.o.